# Novales (kommun)
Novales är en kommun i Spanien.   Den ligger i provinsen Provincia de Huesca och regionen Aragonien, i den nordöstra delen av landet, 300 km nordost om huvudstaden Madrid. Antalet invånare är 177. Arean är 20,1 kvadratkilometer. Novales gränsar till Albero Alto.
Terrängen i Novales är huvudsakligen platt.